# آلقا والوسا
آلقا والوسا (به اسپانیایی: Allqa Walusa) یک کوه در پرو است که در Peru, Apurímac Region, Arequipa Region واقع شده‌است. آلقا والوسا ۵٬۲۲۴ متر بالاتر از سطح دریا واقع شده‌است.